# Культурный софт
«Культурный софт» (Cultural Software) - концепция, представленная Львом Мановичем, исследователем цифровых медиа, профессором Высшей школы Городского университета Нью-Йорка, согласно которой программное обеспечение является универсальной логикой, которой подчинено большинство культурных процессов. Под «культурным софтом» понимаются те типы программ, которые поддерживают производство практик, объединённых понятием «культура». В концепции «Культурного софта» объектом исследований выступает программное обеспечение, ставшее универсальным языком, на котором говорит мир. Сторонники теории «Культурного софта» утверждают, что с учетом того, насколько программное обеспечение в настоящее время обусловливает повседневную жизнь человечества, настолько оно заслуживает отдельного рассмотрения как непосредственного участника в преобразовании сложившихся представлений о культуре. По Мановичу, программное обеспечение - это новая «среда, в которой мы можем мыслить и воображать по-другому».

### Появление термина
Первые предпосылки к введению в оборот понятия «культурный софт» появились в 1999 году, когда была опубликована первая книга Льва Мановича «Язык новых медиа» (Language of New Media).В ней автор употребил понятие «software studies» (исследования программного обеспечения), на основе которого и появилась концепция «культурного софта», представляющего собой конечный результат взаимного влияния культуры и программного обеспечения. В результате этих процессов цифровая культура, по сути, становится синонимом современной культуры. Программное обеспечение стало неотъемлемой частью культуры, производящей её же саму. Позже эта теория была развита в другом труде Мановича – «Software takes command», в котором дается представление о том, как все виды культурных медиа были созданы с помощью программного обеспечения.

### Происхождение термина. Суть явления
Согласно Мановичу, «Культурный софт» называется так потому, что посредством использования программного обеспечения происходит распространение элементов культуры, таких как: медиа, информация и формы пользовательского взаимодействия с ними. Манович обращает внимание на то, что сращиванию культуры и программного обеспечения в единое целое способствует высокое число пользователей программных продуктов, а также растущее с каждым годом количество людей, способных писать программы. Кроме того, наблюдается стремительное и неконтролируемое увеличение числа медиадокументов. Программная интерактивная культура делает каждый документ потенциально бесконечным. Вследствие этого «массивы данных» бесконечны – их невозможно выразить в количественном отношении.
Исследования в сфере софта посвящены вопросам природы программного обеспечения - что представляют собой носители программного обеспечения, что значит жить в «обществе программного обеспечения», и что значит быть частью «культурного софта» . В своей теории Л. Манович стремится ответить на такие вопросы посредством углубленного генеалогического исследования культурных медиа - искусства, фотографий, фильмов, телевидения, музыки и т.д., начиная с 1970-х годов, прослеживая моделирование и расширение аналоговых методов в программном обеспечении, а также создание принципиально новых методов.

### Элементы культурного софта
К ключевым элементам «культурного софта» Манович относит платформы для написания новых программ и приложений (Windows, Android, iOS, Facebook, Linux и др.), инструменты для ведения блогов в интернете, клиенты для обмена мгновенными сообщениями, поисковых роботов.
Самыми распространёнными и знакомыми каждому пользователю интернета элементами культурного софта являются различные программы и базы данных на серверах компании. Сюда также относятся приложения и веб-сайты для отправки электронных писем, общения в чатах, где существует возможность загружать видео, писать комментарии, участвовать в формировании ленты новостей итп.

### Категории практик культурного софта
Согласно концепции Мановича существует несколько категорий культурных практик, которые обеспечиваются софтом.
- В первую категорию входит процесс создания различных культурных артефактов, представляющих некую эстетическую ценность, а также их распространение и обеспечение доступа к ним. Наиболее наглядный пример – дизайн или редактирование.
- Во вторую категорию входят различные практики, связанные с внедрением интерактивного культурного опыта. Пример: компьютерные игры.
- К третьей категории культурных практик относится процесс создания новых элементов информации и знания, а также их распространение. Наиболее наглядными примерами являются: написание статьи для Википедии, добавление «мест» в Google Earth или географическую онлайн-энциклопедию Wikimapia.
- Четвёртая категория представляет собой различные средства, виды, способы и методы коммуникации между людьми[4] : электронная почта, мессенджеры, системы для обмена сообщениями, IP-телефония, текстовые или видео-чаты, использование социальных сетей, а также различные функции, доступные в них (размещение постов в социальных сетях, виртуальные стены, создание тегов к фотографиям, написание заметок, добавление «мест»).
- Пятая категория относится к производству и воспроизводству онлайн информационной экологии (programming environments).[5]  Примеры: функция нажатия кнопки «+1» в Google+ или лайк в Facebook. Пользователь задействован в формировании новой поисковой выдачи.
- В шестую категорию входит процесс развития разнообразных инструментов и сервисов, нацеленных на поддержание всех этих типов активности.